# Lowell (Ohio)
Lowell és una vila dels Estats Units a l'estat d'Ohio. Segons el cens del 2000 tenia 628 habitants.

## Demografia
Segons el cens del 2000, Lowell tenia 628 habitants, 258 habitatges, i 182 famílies. La densitat de població era de 969,9 habitants per km².
Dels 258 habitatges en un 31% hi vivien nens de menys de 18 anys, en un 55% hi vivien parelles casades, en un 10,5% dones solteres, i en un 29,1% no eren unitats familiars. En el 27,9% dels habitatges hi vivien persones soles el 14,7% de les quals corresponia a persones de 65 anys o més que vivien soles. El nombre mitjà de persones vivint en cada habitatge era de 2,43 i el nombre mitjà de persones que vivien en cada família era de 2,93.
Per edats la població es repartia de la següent manera: un 25% tenia menys de 18 anys, un 7,5% entre 18 i 24, un 24,4% entre 25 i 44, un 25,3% de 45 a 60 i un 17,8% 65 anys o més.
L'edat mediana era de 38 anys. Per cada 100 dones de 18 o més anys hi havia 90,7 homes.
La renda mediana per habitatge era de 30.865 $ i la renda mediana per família de 37.500 $. Els homes tenien una renda mediana de 26.029 $ mentre que les dones 18.864 $. La renda per capita de la població era de 14.611 $. Aproximadament l'11,9% de les famílies i el 14,5% de la població estaven per davall del llindar de pobresa.

## Poblacions properes
El següent diagrama mostra les poblacions més properes.